# Danny Shelton
Danny Shelton (Auburn, 20 agosto 1993) è un giocatore di football americano statunitense che milita nel ruolo di defensive tackle per i Kansas City Chiefs della National Football League (NFL).

## Carriera universitaria
Dopo aver giocato per la Auburn Senior High School, ai tempi della quale si cimentò in varie discipline dell'atletica leggera e nel wrestling, oltre che nel football americano, Shelton fu elencato da Rivals.com al 10º posto tra i migliori prospetti della nazione nel ruolo di defensive tackle. Egli ricevette quindi proposte per una borsa di studio da diversi atenei della nazione come Army, California, Hawaii, Idaho, Oregon, Oregon State, UCLA, USC e Washington, ma alla fine preferì optare per Washington, con la quale ufficializzò il passaggio il 31 dicembre 2010.
Già nel suo anno da freshman, Shelton fu impiegato in tutte e 13 le gare della stagione, partendo come titolare nel match contro Washington State e totalizzando 11 tackle, 2 passaggi deviati ed un fumble recuperato. L'anno seguente divenne il nose tackle titolare degli Huskies, ruolo nel quale sia nel 2012 che nel 2013 giocò come titolare in tutti e 13 gli incontri, durante i quali totalizzò 104 tackle (di cui 7,5 con perdita di yard e 2,5 sack), 3 passaggi deviati ed un fumble recuperato, ricevendo al termine di ambedue le stagioni una menzione onorevole All-Pac-12.
Nel 2014, Shelton ebbe una stagione eccezionale per un nose tackle: giocando per il terzo anno consecutivo come titolare in tutte le gare della stagione (14), egli mise a referto 93 tackle, di cui 9 sack (7º miglior risultato stagionale dell'intera Pac-12) e 16,5 tackle con perdita di yard, 5 fumble recuperati e 3 pressioni sul quarterback. Al termine della stagione fu inserito nel First team All-Pac-12 e soprattutto nel First team All-American sia dall'Associated Press che da USA Today.

## Carriera professionistica

### Cleveland Browns

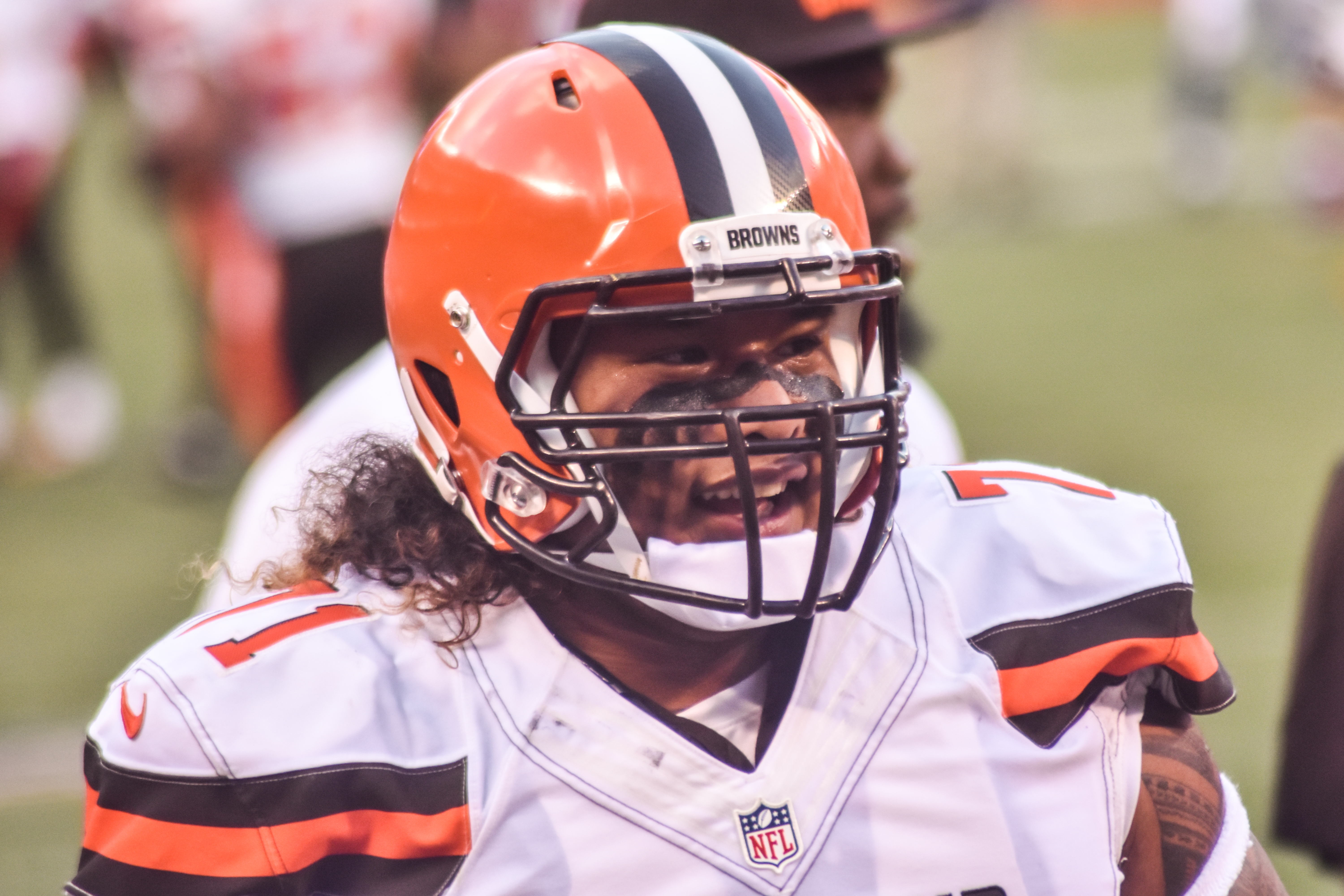
Shelton nella pre-stagione 2015

Shelton era considerato il miglior nose tackle selezionabile nel Draft NFL 2015 ed era inserito tra i prospetti che avrebbero potuto essere selezionati durante il primo giro. Il 30 aprile fu scelto come 12º assoluto dai Cleveland Browns. Il 15 maggio Shelton siglò coi Browns il suo primo contratto da professionista, un quadriennale (con opzione per il quinto anno) da circa 11,7 milioni di dollari di cui 6,7 garantiti alla firma. Debuttò come professionista partendo come titolare nella gara del primo turno contro i New York Jets mettendo a segno 2 tackle. Concluse una stagione da rookie al di sotto delle attese con 36 tackle e nessun sack disputando tutte le 16 partite, 15 delle quali come titolare.

### New England Patriots
Il 10 marzo 2018, i Browns scambiarono Shelton e una scelta del quinto giro del Draft NFL 2018 con i New England Patriots per una scelta del terzo giro del Draft 2019. Alla fine della stagione vinse il Super Bowl LIII battendo i Los Angeles Rams per 13-3.

### Detroit Lions
Il 18 marzo 2020 Shelton firmò un contratto biennale del valore di 8 milioni di dollari con i Detroit Lions.

### New York Giants
IL 29 marzo 2021 Shelton firmò un contratto di un anno con i New York Giants.

### Kansas City Chiefs
Il 15 agosto 2022 Shelton firmò con i Kansas City Chiefs.

## Palmarès

### Franchigia
- Super Bowl : 2

New England Patriots: LIII
Kansas City Chiefs: LVII
- American Football Conference Championship: 2

New England Patriots: 2018
Kansas City Chiefs: 2022